# 助理牧師
助理牧師（英文：Assistant Pastor）通常是指在公理制的教會中主任牧師以下的另一位或多位牧師，負責協助主任牧師處理會務和牧養工作。助理牧師通常由正式按立為牧師的神職人員出任，如該神職人員未被正式按立，該職位通常中文會稱為助理傳道或助理宣教師，但英文則仍然是Assistant Pastor。部份教會如主任牧師休假，助理牧師則會署任主任牧師的職務。